# La Fosse aux serpents
Pour plus de détails, voir Fiche technique et Distribution.

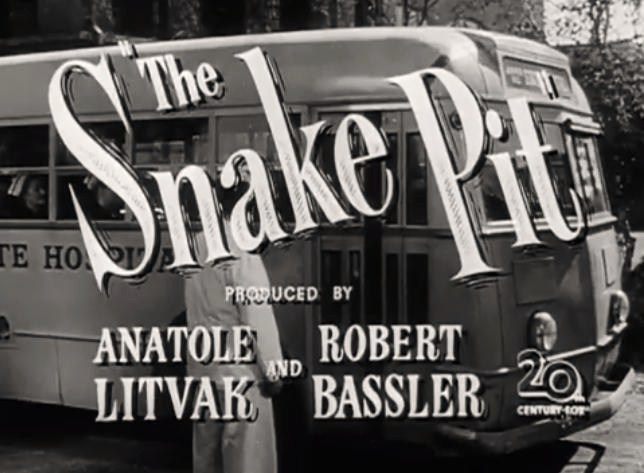

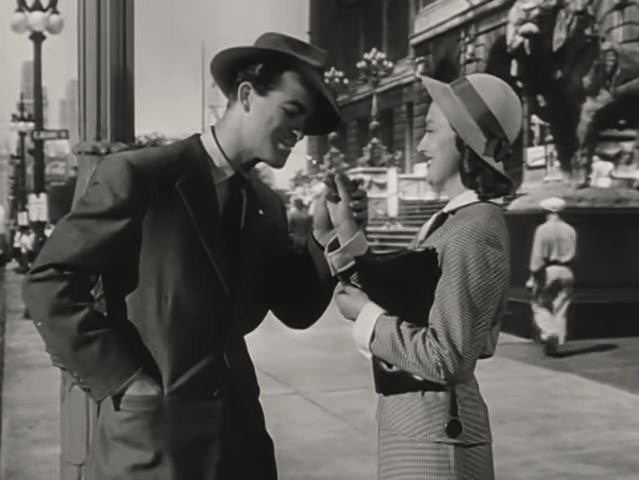
Mark Stevens et Olivia de Havilland

La Fosse aux serpents (The Snake Pit) est un film américain réalisé par Anatole Litvak, sorti en 1948 tiré d'un roman de Mary Jane Ward écrivain qui avait séjourné plusieurs années dans un hôpital psychiatrique. Il est l'un des premiers films qui met en scène l'intervention d'un psychanalyste à l'hôpital psychiatrique, le "Dr Mark Kik", en réalité le Dr Gerard Chrzanowski,.

## Synopsis
Virginia, une jeune romancière qui vient de se marier à Robert Cunningham, est victime d’une grave dépression nerveuse voire d'une schizophrénie qui la conduit à l’internement dans un hôpital psychiatrique (Juniper Hill State Hospital). L’esprit troublé, la jeune femme n’a plus conscience du temps et de la réalité et ne reconnaît même plus son mari. Elle est soignée par le docteur Mark Kirk qui diagnostique la schizophrénie. Séances d'électrochocs, hypnose et cure de psychothérapie font partie de son traitement. Peu à peu, ravivant la mémoire de Virginia, celui-ci découvre des éléments tragiques du passé de sa patiente. Ainsi, la mort d’un fiancé et la culpabilité éprouvée par le décès de son père, l’ont persuadée d’être responsable de ces fins tragiques. Bien que l'état de Virginia semble s'être amélioré, le docteur Kirk, contrairement aux avis du Conseil des médecins de l'hôpital, juge l'éventuelle sortie de celle-ci prématurée. Effectivement, un conflit avec une infirmière autoritaire provoque chez elle une nouvelle crise de démence. Elle est conduite dans la salle des fous incurables, comparable à une « fosse aux serpents ». Choquée, Virginia retrouvera la mémoire et la raison.

## Fiche technique
- Titre : La Fosse aux serpents
- Titre original : The Snake pit
- Réalisation : Anatole Litvak
- Scénario : Frank Partos et Millen Brand d'après le roman de Mary Jane Ward
- Production : Anatole Litvak, Robert Bassler et Darryl F. Zanuck (producteur exécutif)
- Société de production : 20th Century Fox
- Musique : Alfred Newman
- Photographie : Leo Tover
- Montage : Dorothy Spencer
- Direction artistique : Lyle R. Wheeler et Joseph C. Wright
- Costumes : Bonnie Cashin
- Pays d'origine :  États-Unis
- Langue originale : anglais, allemand
- Format : noir et blanc – 35 mm – 1,37:1 – mono (Western Electric Recording)
- Genre : drame
- Durée : 108 minutes
- Dates de sortie : 
  - États-Unis : 13 novembre 1948
  - France : 21 septembre 1949

## Distribution
- Olivia de Havilland : Virginia Cunningham
- Mark Stevens (V. F. : Pierre Leproux) : Robert Cunningham
- Leo Genn (V. F. : Roger Tréville) : Dr Mark Kirk
- Celeste Holm : Grace
- Glenn Langan : Dr Terry
- Helen Craig : Mlle Davis, infirmière
- Leif Erickson (V. F. : Lucien Bryonne) : Gordon
- Beulah Bondi : Mme Greer
- Lee Patrick : une malade
- Howard Freeman (V. F. : Camille Guérini) : Dr Curtis
- Natalie Schafer : Mme Stuart
- Damian O’flynn (V. F. : René Arrieu) : M. Stuart
- Minna Gombell : Mlle Hart
- Queenie Smith : Lola
- Virginia Brissac (V. F. : Lita Recio) : Mlle Seiffert
- Frank Conroy (V. F. : Maurice Pierrat) : Dr Jonathan Gifford
- Esther Somers (V. F. : Mona Dol) : infirmière Vance
- Jacqueline deWit : Celia Somerville
- June Storey : Miss Bixby
- Katherine Locke : Margaret

Acteurs non crédités
- Angela Clarke : une malade grecque
- Ann Doran : Valerie
- Victoria Horne (V. F. : Francoise Gaudray) : une malade du pavillon 33
- Louise Lorimer : une infirmière
- Celia Lovsky : Gertrude
- Doro Merande : une malade
- Belle Mitchell : une malade
- Anne O'Neal : Mlle Primm
- Tamara Shayne : une malade du pavillon 33
- Mary Treen : l'infirmière Jones
- Dorothy Vaughan : une malade du pavillon 12

## Récompenses
Le film remporta l'Oscar du meilleur mixage de son pour Thomas T. Moulton et fut nommé pour :
- Oscar de la meilleure actrice : Olivia de Havilland
- Oscar du meilleur réalisateur : Anatole Litvak
- Oscar de la meilleure musique de film : Alfred Newman
- Oscar du meilleur film
- Oscar du meilleur scénario adapté

## Autour du film

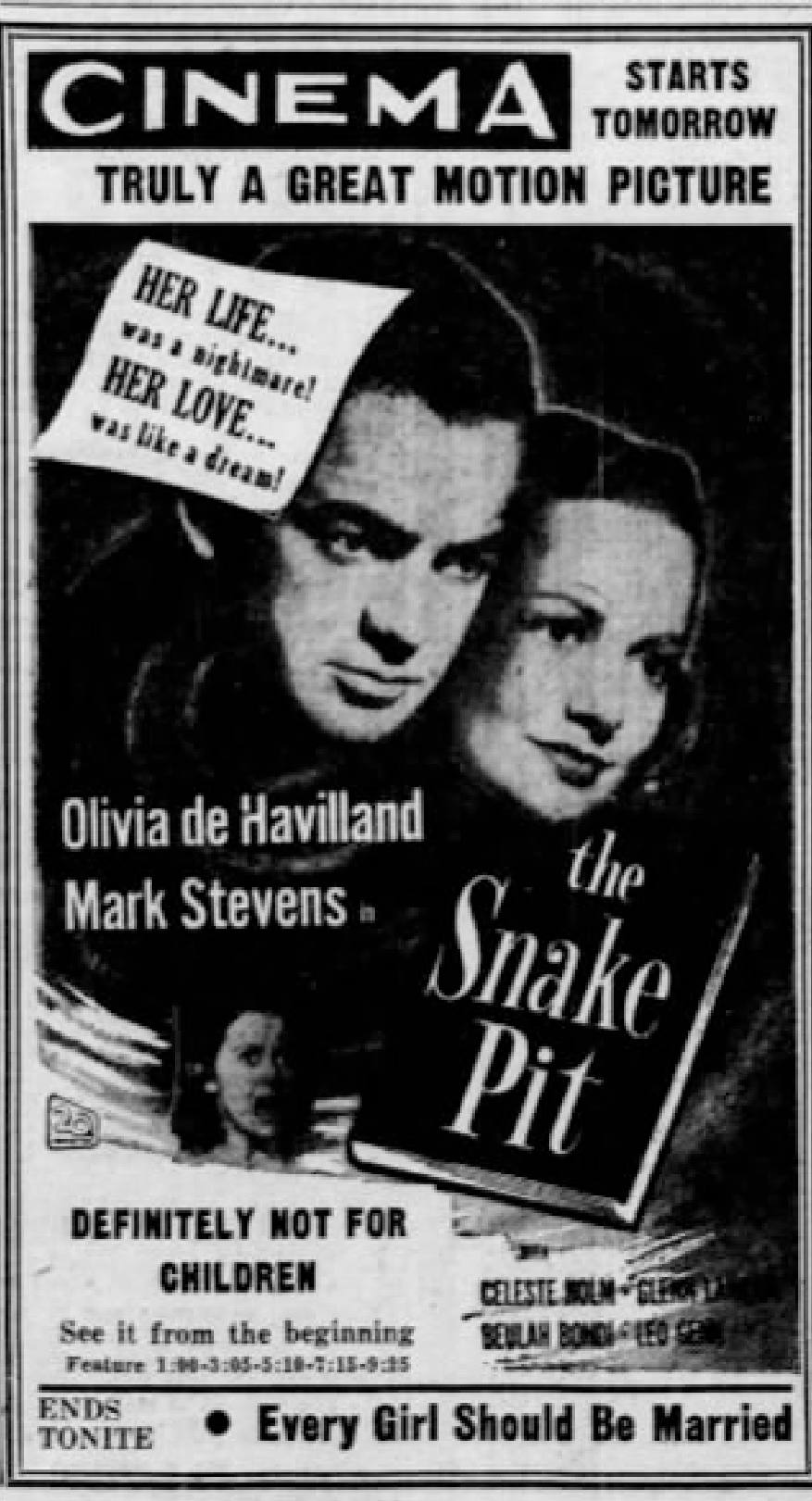
Affiche du film lors de sa sortie.

- Snake pit (fosse aux serpents), est une métaphore argotique anglaise qui désignait un lieu où l'on enfermait les fous. On assimilait l'institution au traitement médiéval qui consistait à précipiter les fous dans une fosse grouillante de serpents. Le choc émotif était censé les ramener à la raison.
- La production hollywoodienne d'après-guerre paraît désormais plus soucieuse de réalisme. La Fosse aux serpents est symptomatique d'une telle évolution. Le film d'Anatole Litvak, « metteur en scène brillant et consciencieux, souvent sous-estimé » (Jacques Lourcelles), offre une projection « à la fois honnête et crue sur la maladie mentale et son traitement : difficile d'oublier la vision d'horreur de la salle surpeuplée où sont parqués les aliénés incurables (la fosse aux serpents du titre). » (R. Barton Palmer, in: 1001 films à voir avant de mourir, Omnibus)
- Le film provoqua, dès sa sortie, un fort retentissement public. Il était, à l'époque, le premier film à « attaquer de front, sous un angle uniquement psychiatrique, les problèmes de la folie. » (J. Lourcelles, Dictionnaire du cinéma-Les films, Éditions Robert Laffont).
- Pourtant, Anatole Litvak, qui avait acquis les droits d'auteur du roman de Mary Jane Ward avant sa publication, eut du mal à en assurer sa production. Il parvint, néanmoins, à convaincre Zanuck qui se passionna pour le projet.
- « Alors que les points de vue sur le sujet traité ont tant évolué (...), le récit proposé par Litvak reste passionnant et presque sans ride. (...) » (J. Lourcelles, op.cité)
- « Le réalisme optimiste de La Fosse aux serpents tranche sur le pseudo-freudisme d'autres films de cette période (...). La souffrance morale de Virginia (Olivia de Havilland) y est dépeinte de manière convaincante. » (R. Barton Palmer, op.cité)
- Lors du bal organisé pour les pensionnaires de l'hôpital psychiatrique Jan Clayton chante Goin' Home dont les paroles sont de Williams Arms Fisher sur une musique d'Antonin Dvořák[3].
- Le portrait de Sigmund Freud est accroché au mur du cabinet du docteur Kirk ce qui indique son orientation thérapeutique.
- Une critique de ce film rédigée par Bosley Crowther, le 5 novembre 1948, peut être lue dans le site «Movie Review - - ' Snake Pit,' Study of Mental Ills Based on Mary Jane ...» [4].